# Grupul Galic

Animație a grupului Galic de sateliți al lui Saturn
Saturn
Albiorix·
Bebhionn·
Erriapus·
Tarvos

Grupul Galic este o grupare dinamică a sateliților neregulați prograzi ai lui Saturn care urmează orbite similare. Semiaxele lor mari variază între 16 și 19 Gm, înclinațiile lor între 35° și 40° și excentricitățile lor în jur de 0,53.

Sateliții neregulați ai lui Saturn. Diagrama ilustrează grupul Galic în relație cu alți sateliți neregulați ai lui Saturn. Excentricitatea orbitelor este reprezentată de segmentele galbene (se extind de la pericentru la apocentru) cu înclinația reprezentată pe axa Y.

Uniunea Astronomică Internațională (IAU) rezervă nume preluate din mitologia galică pentru acești sateliți.
Elemente orbitale medii similare i-au determinat pe descoperitori să postuleze o origine comună pentru grup dintr-o destrămare a unui corp mai mare.  Ulterior, s-a constatat că grupul este omogen din punct de vedere fizic, toți sateliții afișând culoare roșie deschisă (indici de culoare B − V = 0,91 și V − R = 0,48)  și indici infraroșu similari 
În mod remarcabil, observațiile recente au arătat că cel mai mare membru al grupului, Albiorix, prezintă de fapt două culori diferite: una compatibilă cu Erriapus și Tarvos și alta mai puțin roșie. În locul progenitorului comun, s-a postulat că Tarvos și Erriapus ar putea fi fragmente din Albiorix, lăsând un crater mare, mai puțin roșu.  Un astfel de impact ar necesita un corp cu diametrul mai mare de 1 km și viteza relativă aproape de 5 km/s, rezultând un crater mare cu raza de 12 km. Numeroase, foarte mari cratere observate pe Phoebe, dovedesc existența unor astfel de ciocniri în trecutul sistemului Saturnian.
Descoperirea a 20 de sateliți noi ai lui Saturn a fost anunțată în octombrie 2019 de o echipă condusă de Scott S. Sheppard folosind telescopul Subaru de pe Mauna Kea. Unul dintre ei, S/2004 S 24, este de asemenea prograd, dar orbitează mult mai departe de Saturn decât cei patru sateliți Galici cunoscuți. Acest satelit va primi totuși și un nume din mitologia galică. 
Cei patru membri ai grupului descoperiți înainte de 2019 sunt (în ordinea creșterii distanței față de Saturn):
- Albiorix
- Bebhionn
- Erriapus
- Tarvos